# Wild Man Blues
Wild Man Blues ist ein Dokumentarfilm aus dem Jahr 1997 unter der Regie von Barbara Kopple über die musikalische Berufung des Schauspielers und Regisseurs Woody Allen. Der Film leitet seinen Namen von der gleichnamigen Jazzkomposition ab, die manchmal Jelly Roll Morton und manchmal Louis Armstrong zugeschrieben wird.

## Thema
Der Film ist Woddy Allens Liebe zum New Orleans-Jazz des frühen 20. Jahrhunderts gewidmet. Er zeigt Auftritte seiner New Orleans Jazz Band auf der Europatournee 1996. Allen spielt seit über 25 Jahren Klarinette in dieser Band.

## Bandbesetzung
- Dan Barrett: Posaune
- Simon Wettenhall: Trompete
- John Gill: Schlagzeug, Gesang
- Greg Cohen: Bass
- Cynthia Sayer: Piano
- Eddy Davis: Bandleader und Banjo
- Woody Allen: Klarinette

## Kritiken
Auf dem Bewertungsportal Rotten Tomatoes hat der Film eine Zustimmungsrate von 86 %, basierend auf 37 Bewertungen erreicht. Bei IMDB erhielt der Film 6,9 von 10 Punkten.
Janet Maslin von der New York Times schrieb: „In ihrer unerwartet entzückenden Dokumentation über Woody Allen als Jazzmusiker demonstriert Barbara Kopple echtes Kino in seiner verführerischsten Form. Ihr Wild Man Blues lädt ihr Publikum ein, eine große Tournee durch Europa zu unternehmen, unbeschwerte, berauschende Musik zu hören und Mr. Allen in einem farbenfrohen neuen Licht zu betrachten.“
Nadine Lange von Artechock schreibt: „Und weil sie und ihre Kamera überall dabei sein durften, zeigt Wild Man Blues Woody Allen in nahezu allen Momenten. Denn auch sein Leben jenseits der Filmfabrik ist voller komischer Situationen – eben wie ein typischer Woody Allen Film.“